# Dsus4
Dsus4 es una banda de rock uruguayo que se forma en el año 1997; vienen tocando en el circuito montevideano de bandas desde 1999.
En noviembre de 2006 editan su álbum debut, titulado Nada Permanece Quieto.
Sus principales influencias recogen lo mejor del rock británico, tanto de los 60' como de los 90'; The Beatles, The Who, The Kinks, Oasis, The Verve, Radiohead.
Dsus4 pertenece al conjunto de bandas que ofreció el concurso Pepsi Bandplugged del año 2002 y cerrarron el año en el Teatro de Verano, con las bandas ganadoras; Lapso, Psimio, Vinilo, Bufón y Dsus4, tocando junto a No Te Va Gustar y Trotsky Vengarán. Este evento ofició de trampolín para que la mayoría de dichas bandas pudieran debutar discográficamente y dispararan su carrera musical. Dsus4, por su parte, fue el encargado de abrir la primera edición del espectáculo Pilsen Rock al año siguiente.
Si bien varios críticos se limitan a incluir a Dsus4 en la movida retro del rock local, la banda ha demostrado no limitarse a este concepto, ya sea mediante su ecléctico disco, lleno de pasajes beatle pero quizás también alguna resaca grunge, o a través de sus shows en vivo. Dsus4 es una banda difícil de clasificar, si bien no obstante, haya sido esta condición de "alternativo" lo que los haya ausentado de la escena durante un tiempo, y haya demorado la edición de su disco debut.

## Integrantes
- Esteban Lussich (voz y guitarra)
- Gastón Solari (voz y bajo)
- Matías Caggiani (guitarra)
- Martín Ascheri (batería).

## Discografía
- Nada Permanece Quieto (2006)